# Tunn porlav
Tunn porlav (Pertusaria leioplaca) är en lavart som beskrevs av DC. Tunn porlav ingår i släktet Pertusaria och familjen Pertusariaceae.  Arten är reproducerande i Sverige. Inga underarter finns listade i Catalogue of Life.
I den svenska databasen Dyntaxa används istället namnet Pertusaria alpina för samma taxon.  Arten är reproducerande i Sverige.

## Källor

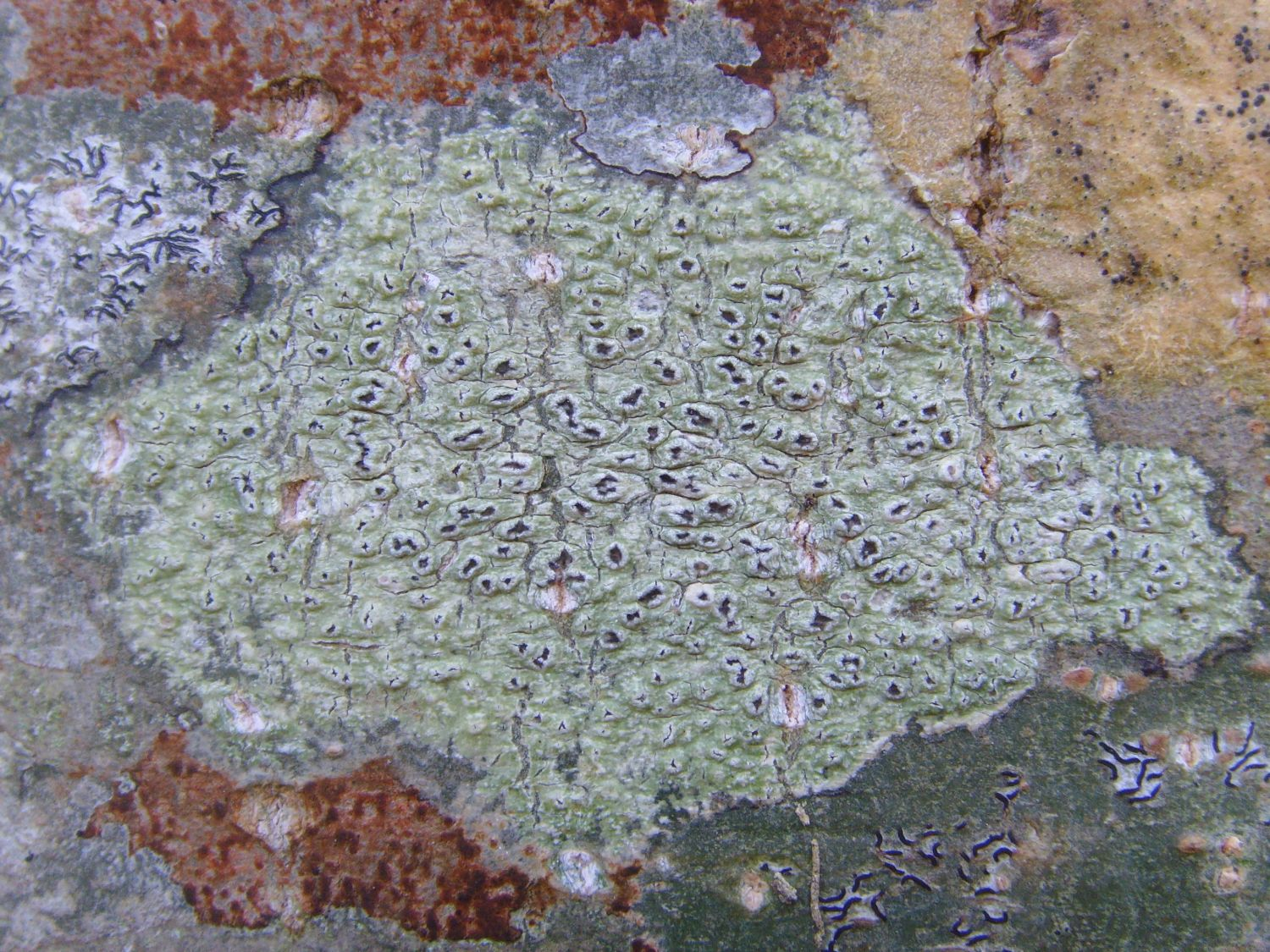